# Torre de l'Àliga
La Torre de l'Àliga és una torre de guaita de l'Ametlla de Mar (Baix Ebre), situada a la Punta de l'Àliga, declarada Bé Cultural d'Interès Nacional.

## Descripció
Torre grossa, d'estructura circular i atalussada, de la qual només resta la part inferior, que assoleix uns 10 m d'alçada. Actualment es troba adossada a una casa i envoltada per urbanitzacions.

## Història
Documentada per l'escriptor tortosí Francesc Martorell des de 1625, va ser construïda el 1598, però podria ser una reconstrucció d'una d'anterior de l'època sarraïna o fins i tot romana, a causa dels vestigis iberoromans d'aquesta zona.